# Мордвиново (Сасовский район)
Мордви́ново — деревня в Сасовском районе Рязанской области России. Входит в состав Берестянского сельского поселения.

## Географическое положение
Мордвиново находится в центральной части Сасовского района, в 12 км к юго-востоку от райцентра на ручье Ночка.
Ближайшие населённые пункты:
- село Берестянки в 1 км к северу по грунтовой (в 4 км по асфальтированной) дороге;
- посёлок станции Берестянки в 2 км к северо-востоку по асфальтированной дороге;
- деревня Мурзинки в 5 км к востоку по грунтовой дороге;
- село Вялсы в 4,5 км к югу по асфальтированной дороге.

Ближайшая железнодорожная станция — Берестянки в 2 км к северо-востоку по асфальтированной дороге.

## Природа

#### Климат
Климат умеренно континентальный с умеренно жарким летом (средняя температура июля +19 °С) и относительно холодной зимой (средняя температура января −11 °С). Осадков выпадает около 600 мм в год.

#### Рельеф
Высота над уровнем моря 87—90 м.

#### Гидрография
С севера от деревни небольшая заболоченная территория, через которую протекает ручей Ночка.
Река Цна — в 1,5 км к западу.

#### Почвы
Преимущественно песчаные и супесчаные.

## История

#### Административно-территориальное деление
С 1861 г. Мордвиново входило в Вялсинскую волость Елатомского уезда Тамбовской губернии.
С 2004 г. и до настоящего времени входит в состав Берестянского сельского поселения.
До этого момента входило в Берестянский сельский округ.

## Население
| 1914 | 1981 | 1989 | 2008 | 2009 | 2010 | 2011 |
| ---- | ---- | ---- | ---- | ---- | ---- | ---- |
| 635  | ↘180 | ↘139 | ↘66  | ↗74  | ↗83  | →83  |
| 2012 |      |      |      |      |      |      |
| ↘78  |      |      |      |      |      |      |

Возрастной состав
| Год  | Всего | дети до 18 лет | работающие | пенсионеры и инвалиды |
| ---- | ----- | -------------- | ---------- | --------------------- |
| 2008 | 66    | 4              | 16         | 38                    |
| 2009 | 74    | 4              | 19         | 40                    |
| 2010 | 78    | 5              | 19         | 42                    |
| 2011 | 83    | 5              | 22         | 44                    |
| 2012 | 78    | 6              | 21         | 42                    |

Национальный состав
Большинство населения по национальному признаку составляют русские.

## Инфраструктура

#### Дорожная сеть
Через деревню проходит асфальтированная дорога Сасово — Ключи.
В деревне 4 улицы: Луговая, Полевая, Речная, Центральная.

#### Транспорт
Связь с райцентром осуществляется маршрутом № 111 Сасово — Арга.
Автобусы малой (ГАЗель по вт и чт) либо средней вместимости (остальные дни недели) курсируют круглогодично по данному маршруту два раза в день (утром и в обед).
Стоимость проезда до Сасово составляет 20 рублей.

#### Связь
Ближайшее почтовое отделение связи в селе Берестянки.

#### Инженерная инфраструктура
Электроэнергию село получает по транзитной ЛЭП 10 кВ от подстанции
35/10 кВ «Вялсы», находящейся в селе Вялсы. Далее через единственный трансформатор МТП ВЛ-108 расходится тремя линиями по улицам.
С 2007 г. деревня подключена к газопроводу.
Водопровода нет, хотя есть водонапорная башня. Есть несколько колодцев.

#### Образование
Была начальная школа.

## Интересные факты
- В черте населённого пункта, в северо-западной его части располагался дальний приводной радиомаяк Сасовского лётного училища гражданской авиации (СЛУГА). В 2013 году расформирован. Строения разобраны. В 2014 г. дальний приводной радиомаяк заново построен в южной части деревни. Для этого было построено ответвление к трансформатору от линии 10 кВ Ф-1 Вялсы столба № 90.
- В 3 км к востоку находился упразднённый посёлок Бугровой (на старых картах Бугровое) и в 3 км к югу посёлок Городок (не путать с Авиагородком). Строений не осталось.